# Миллер, Джон (художник)
Джон Ми́ллер (англ. John Miller; род. 1954) — художник, писатель и музыкант. Живёт в Нью-Йорке и Берлине.

## Биография
Миллер получил степень бакалавра искусств в Школе дизайна в Род-Айленде в 1977 году. В 1978 году он учился по художественной программе Музея Уитни, а также получил степень магистра искусств в Калифорнийском институте искусств в 1979 году.
Миллер работал галеристом в Dia: Chelsea. В настоящее время он является профессором профессиональной практики в области истории искусств в Барнард-колледже.

## Публичные коллекции
- Музей современного искусства, Лос-Анджелес, США
- Музей американского искусства Уитни, Нью-Йорк, США
- Художественный музей Карнеги, Питтсбург, США
- Музей Людвига, Кёльн, Германия
- Музей Стеделийк, Амстердам, Нидерланды
- Институт современного искусства, Майами, США

## Награды
В 2011 году Миллер стал лауреатом премии Вольфганга Хана от Общества современного искусства в музее Людвига, Кёльн. В 1991 году он получил стипендию Германской службы академических обменов.